# Kościół Nawiedzenia Najświętszej Maryi Panny w Piotrkowie Trybunalskim
Kościół Nawiedzenia Najświętszej Maryi Panny w Piotrkowie Trybunalskim – rzymskokatolicki kościół filialny należący do parafii Nawiedzenia Najświętszej Maryi Panny w Piotrkowie Trybunalskim. Należy do dekanatu piotrkowskiego archidiecezji łódzkiej.

## Legendy
Wedle tradycji w miejscu późniejszego kościoła miał wcześniej funkcjonować pogański ośrodek kultu, tzw. święty gaj. Rzekomo jeszcze w XVIII w. istniał ogromny zmurszały pień dębowy, z którego okoliczni mieszkańcy odrywali kawałki drewna jako lekarstwo dla ludzi i zwierząt.
Inny legendarny przekaz głosi, jakoby już w IX w. dotarł tu misjonarz, niejaki Piotr Morawianin. Na wzgórzu miała istnieć wtedy osada, której mieszkańcy przyjęli nauki chrześcijańskie. Misjonarz ufundował więc dla nich kościół. Jednak na północ od rzeki Strawy w okolicach Starego Miasta znajdowała się inna osada, której mieszkańcy byli wrogo nastawieni. Napadli oni osadę na południu, zniszczyli kościół, a według niektórych przekazów zabili też misjonarza.
Kolejny legendarny przekaz głosi, że w XII w. kościół został odbudowany przez Piotra Włostowica, który w ramach pokuty za zdradę księcia Wołodara miał ufundować 77 świątyń. W kościele tym miała powstać pierwsza parafia w Piotrkowie kierowana przez księdza o imieniu Jakub. Kościół ten został jakoby zniszczony w XIII w. podczas najazdów tatarskich.

## Historia
Świątynia jest jednym z trzech najstarszych kościołów w Piotrkowie. Udokumentowane wzmianki historyczne o kościele pochodzą z XIV wieku.
Murowany kościół został wzniesiony staraniem proboszcza piotrkowskiego księdza Spytka w latach 1372–1373. Ufundował go starosta sieradzki, następnie piotrkowski Jan Kmita z Wiśnicza, prawdopodobnie w celu upamiętnienia Kazimierza Wielkiego. Jak Kmita miał bogato uposażyć kościół w majątki ziemskie, m.in. na Szczekanicy. W 1392 fundację kościoła potwierdziła królowa Jadwiga.
Szczególnych zniszczeń kościół doznał w 1657 podczas potopu szwedzkiego, z których został odbudowany w 1666. Informuje o tym tablica w języku łacińskim wmurowana w zachodniej ścianie budynku.
W 1848 doszło do pęknięcia murów kościoła w wyniku uderzenia pioruna. W 1872 dokonano renowacji świątyni, wymieniając też dach niższy, gontowy. Po raz kolejny mury kościoła zostały uszkodzone w 1892 z powodu drgań wywołanych przewozem ciężkich maszyn do fabryki budowanej na Bugaju. W 1900 kościół gruntownie przebudowano pod kuratelą proboszcza piotrkowskiego ks. Aleksandra Sałacińskiego. Budynek ulegał jednak dalszej degradacji i w latach 30. XX w. wymagał ponownych prac remontowych, które zostały przerwane wybuchem II wojny światowej. W czasie okupacji niemieckiej do 1942 świątynia pełniła funkcję kościoła parafialnego.
W latach 1964–1965 miała miejsce kolejna renowacja budynku. W 2003 przeprowadzono gruntowne prace, w trakcie których wymieniono więźbę dachową, zrekonstruowano wieżyczkę i pokryto ją blachą miedzianą.

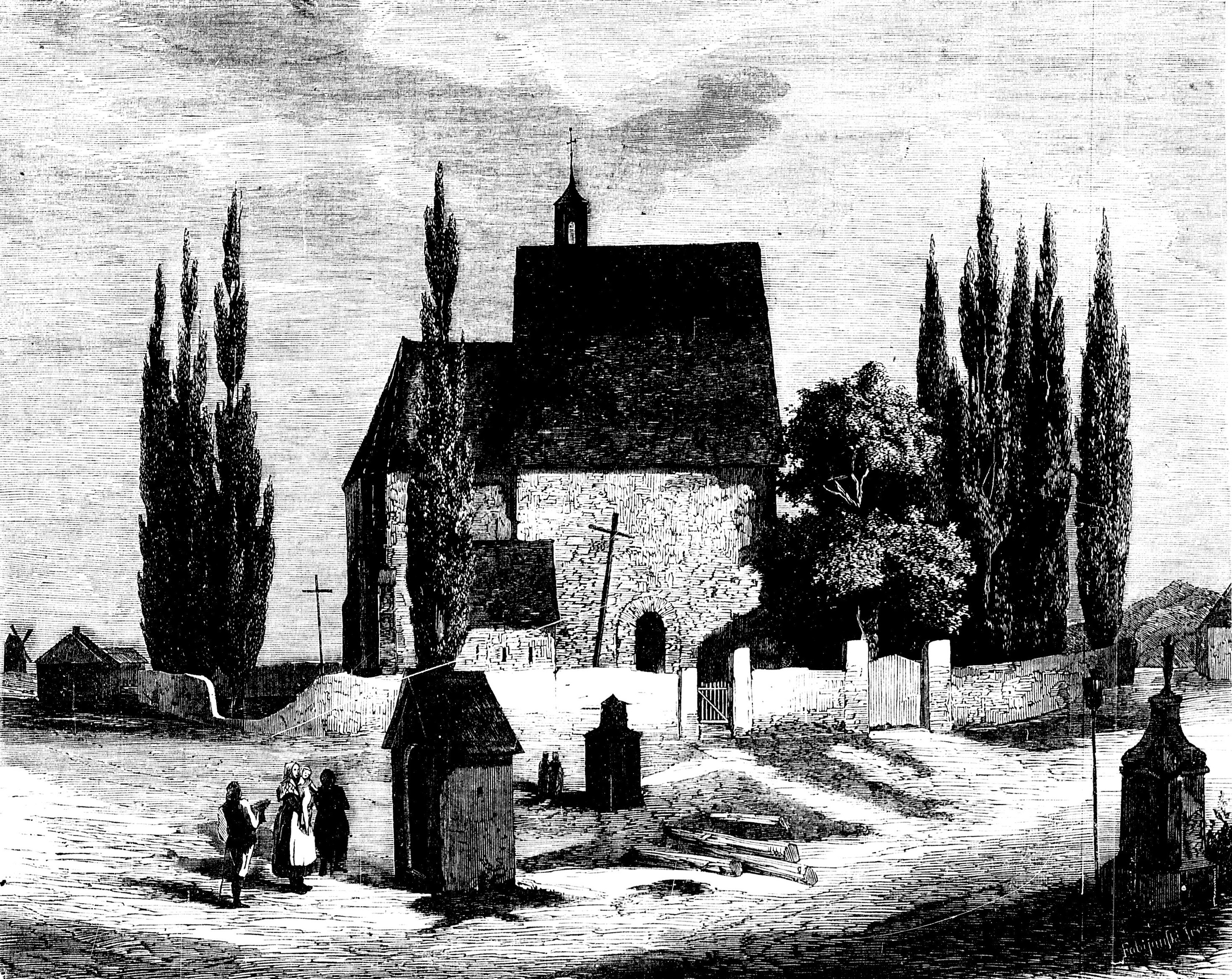
Kościół na grafice z 1863.
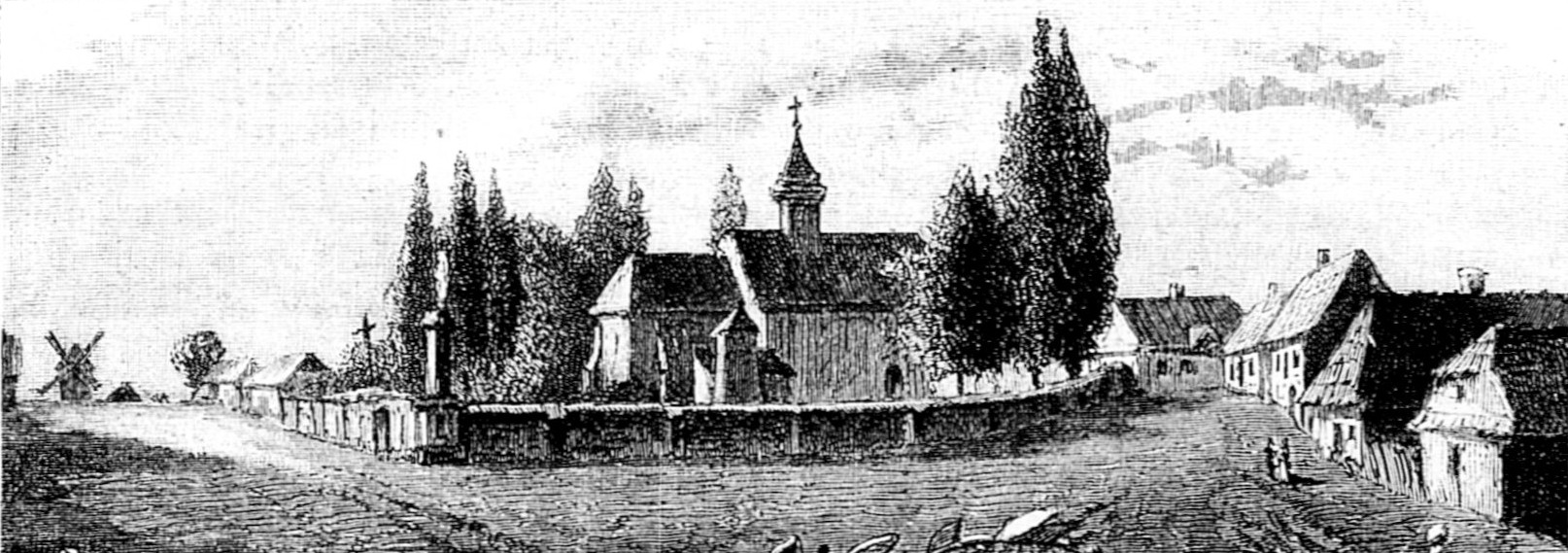
Kościół i otoczenie na grafice z 1887.
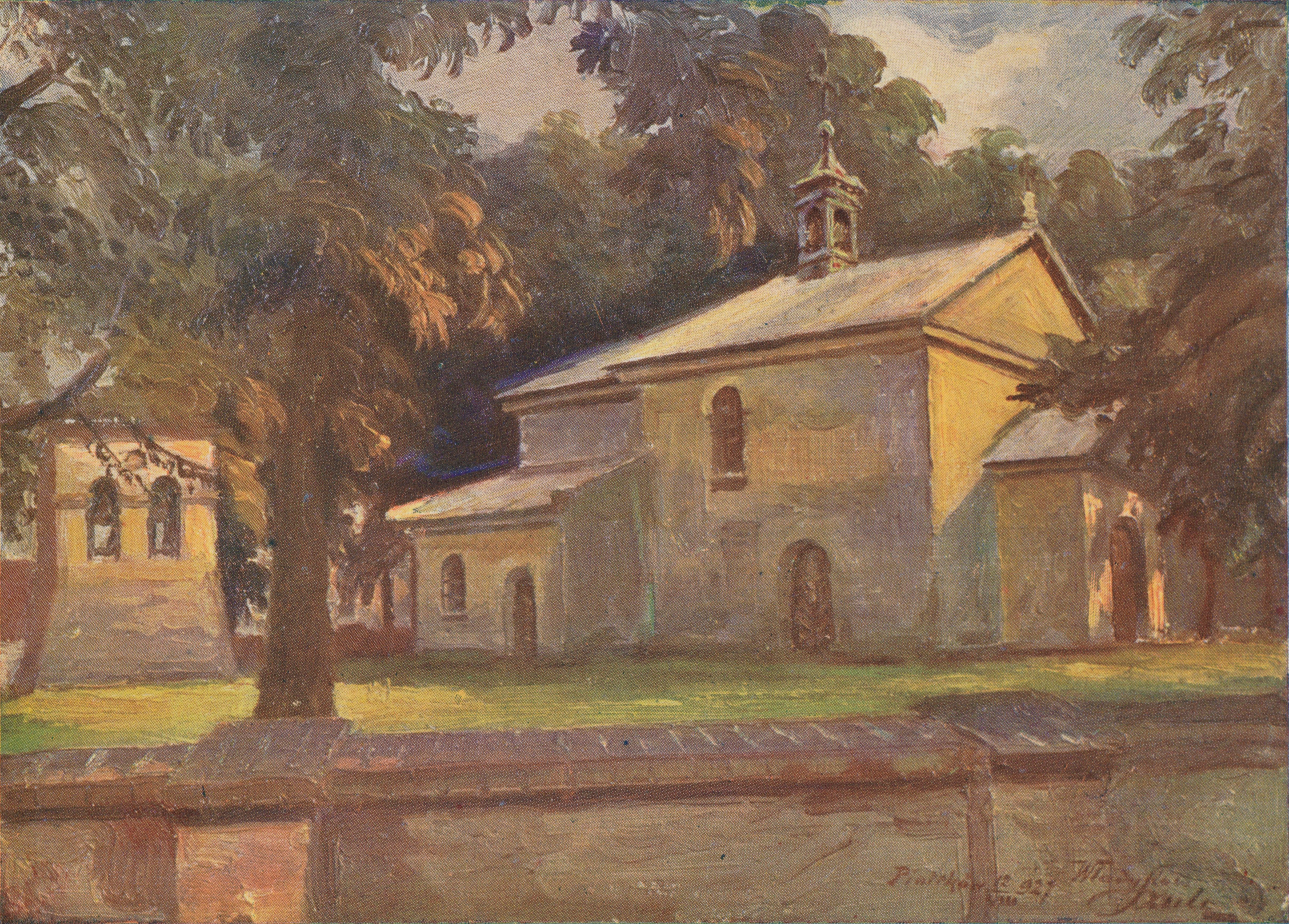
Kościół na obrazie Władysława Szulca (ok. 1918–1934)

## Architektura
Kościół był wielokrotnie niszczony i przebudowywany. Sprawiło to, że współcześnie kościół jest pozbawiony określonego stylu architektonicznego. Obecny wygląd kościoła pochodzi z 1900 roku. Przed tą przebudową miał formę strzelistego kościoła gotyckiego z oknami zwieńczonymi ostrołukowo. Przebudowa nadała mu postać małej, przysadzistej budowli.
Świątynię wzniesiono na niewielkim wzgórzu. Kościół jest orientowany. Od strony zachodniej ma przybudówkę z wejściem. Posiada jedną nawę w kształcie prostokąta o powierzchni około 75m² oraz krużganek o powierzchni 4m². Nawa zakończona jest oktagonalnym prezbiterium o powierzchni 42m². Przylega też do niej zakrystia o powierzchni niecałych 20m². Mury świątyni mają grubość około 1 metra. Obiekt pokryty jest dwuspadowym dachem z wieżyczką.
Obok kościoła znajduje się kolumna z kamienną późnobarokową figurą Niepokalanie Poczętej Najświętszej Maryi Panny oraz dzwonnica.
Teren wokół kościoła pełnił dawniej funkcję cmentarza, na którym prawdopodobnie chowano m.in. skazanych wyrokiem Trybunału Koronnego. Rozciągał się on na południe od kościoła w stronę dzisiejszego ronda im. Marii i Lecha Kaczyńskich. Na murze kościoła i na ogrodzeniu umieszczone są tablice epitafijne z XVII–XIX w., będące pozostałością cmentarza. Zachowały się też pozostałości kilku nagrobków.

## Wnętrze
Wnętrze kościoła kryte jest drewnianym stropem. Nad wejściem głównym położony jest chór wsparty na czterech słupach, na który wchodzi się krętymi schodami. Na chórze umieszczone są organy z 1889. Podczas prac renowacyjnych na początku XXI wieku odkryto i zrekonstruowano oryginalną posadzkę.
Barokowe wyposażenie pochodzi z XVII i XVIII wieku. Do cenniejszych elementów należą:
- Ołtarz główny – Ołtarz z połowy XVIII w. nosi wezwanie Matki Bożej z Dzieciątkiem[3]. Drewniany ołtarz w kształcie łuku wspiera się na czterech złoconych kolumnach[3]. Pokryty jest polichromią imitująca marmur i zdobiony figurami aniołów oraz przedstawieniem gołębicy symbolizującej Ducha Świętego[3]. Ołtarz zawiera obraz z połowy XVII wieku przedstawiający Matkę Boską z Dzieciątkiem[3]. Na zasuwie obrazu umieszczony jest wizerunek Jezusa Chrystusa z Najświętszym Sercem[3].
- Tablica z herbem Jastrzębiec – Umieszczona jest nad wejściem do zakrystii. Herb Jastrzębiec znajduje się na kartuszu w centralnym punkcie przedstawienia[3]. Zwieńczony jest hełmem i klejnotem wyobrażającym jastrzębia, otoczonymi labrami[3]. Całość podtrzymują figurki dwóch aniołów[3].
- Rzeźby – W kościele znajdują się dwie gotyckie figury św. Barbary i św. Katarzyny z początku XVI wieku[3]. Być może figura św. Katarzyny jako m.in. patronki więźniów łączy się z tym, że prawdopodobnie na przykościelnym cmentarzu chowano osoby skazane przez Trybunał Koronny[3]. Dwie kolejne figury, św. Stanisława i św. Jakuba Apostoła, patrona kościoła farnego w Piotrkowie, pochodzą z XVII–XVIII wieku[3].
- Epitafia – W kościele znajdują się epitafia, wśród których szczególnie cenne jest epitafium jezuity ks. Szymona Zielińskiego, zmarłego w 1708 w czasie epidemii cholery[3].

Podczas prac porządkowych w 1999 w kościele odkryty został inny obraz Matki Bożej z Dzieciątkiem. W trakcie renowacji ustalono, że pierwotny obraz ma rodowód późnogotycki. Usunięto z niego warstwę z XIX-wieczną kopią obrazu Rafaela, a następnie warstwę barokową z 1735. Z kolejnej warstwy z XVII w. pozostawiono twarz Matki Boskiej (z powodu złego stanu zachowania warstwy pierwotnej), zaś w pozostałej części obrazu odsłonięto gotycki oryginał. Obecnie obraz znajduje się w nowym kościele parafialnym Najświętszej Maryi Panny przy ul. Śląskiej.